# Euselates quadrilineata
Euselates quadrilineata är en skalbaggsart som beskrevs av Hope 1831. Euselates quadrilineata ingår i släktet Euselates och familjen Cetoniidae. Inga underarter finns listade i Catalogue of Life.